# Турово (Піський повіт)
Турово (пол. Turowo, нім. Turowen) — село в Польщі, у гміні Піш Піського повіту Вармінсько-Мазурського воєводства.
Населення — 320 осіб (2011).

## Демографія
Демографічна структура станом на 31 березня 2011 року:
|          | Загалом | Допрацездатний вік | Працездатний вік | Постпрацездатний вік |
| -------- | ------- | ------------------ | ---------------- | -------------------- |
| Чоловіки | 141     | 38                 | 89               | 14                   |
| Жінки    | 179     | 54                 | 89               | 36                   |
| Разом    | 320     | 92                 | 178              | 50                   |